# Living with the Past
Albums de Jethro Tull
J-Tull Dot Com
(1999) The Jethro Tull Christmas Album
(2003)
Living with the Past est le sixième album live de Jethro Tull sorti en 2002. Il reprend essentiellement des titres issus d'un concert au Hammersmith Apollo le 25 novembre 2001, ainsi que diverses autres apparitions du groupe ici et là à travers le temps. On y retrouve aussi une chanson avec la toute première formation de Jethro Tull, Some Day The Sun Won't Shine For You. 

## Titres

### Appolo d'Hammersmith,25 novembre 2001
1. Intro – 0:22
2. My Sunday Feeling – 4:00
3. Roots to Branches – 5:34
4. Jack in the Green – 2:40
5. The Habanero Reel – 4:03
6. Sweet Dream – 4:54
7. In the Grip of Stronger Stuff – 2:57
8. Aqualung – 8:20
9. Locomotive Breath – 5:26
10. Living in the Past – 3:27
11. Protect and Survive – 1:01

### Paris,22 octobre 1999
- 12 Nothing Is Easy – 5:16

### Concert acoustique privé,Janvier 2002
Enregistré dans une maison de maître
- 13 Wond'ring Aloud – 1:54
- 14 Life Is a Long Song – 3:32

### Bœuf à l'arrière scène Zurich Suisse,13 octobre 1989
Enregistrées dans le vestiaire du Hallenstadion
- 15 A Christmas Song – 3:05
- 16 Cheap Day Return – 1:12
- 17 Mother Goose – 1:57

### Session télé Hollande,19 octobre 1999
Enregistrées pour 2 mètres de séance RTL Holland aux studios Wisseloord
- 18 Dot Com – 4:28
- 19 Fat Man – 5:06

### Réunion 'Class of '68,Janvier 2002
Enregistrée à Kellys, Leamington Spa, Angleterre
- 20 Some Day the Sun Won't Shine for You – 4:13

### Apollo d'Hammersmith, 2001
- 21 Cheerio – 1:36

## Musiciens
Selon le livret disponible avec l'album.
- Ian Anderson – chant, flûtes de bambou et flûte traversière, guitare acoustique, harmonica sur 20, mandoline
- Martin Barre – guitares acoustique et électrique sur (1–14, 18, 19, 21), flûte sur (19)
- Andrew Giddings – claviers, accordéon sur (1–14, 18, 19, 21)
- Jonathan Noyce – basse sur (1–14, 18, 19, 21)
- Dave Pegg – basse, mandoline sur (15–17)
- Doane Perry – batterie, percussions sur (1–14, 18, 19, 21)
- Mick Abrahams – guitare acoustique et électrique 9 cordes et chant en duo avec Anderson sur (20)
- Glenn Cornick – basse sur (20)
- Clive Bunker – batterie sur (20)

### Musiciens additionnels
- James Duncan – batterie sur (14)
- Brian Thomas – violon sur (13, 14)
- Justine Tomlinson – violon sur (13, 14)
- Malcolm Henderson – violon alto sur (13, 14)
- Juliet Tomlinson – violoncelle sur (13, 14)